# 羅薩利亞山

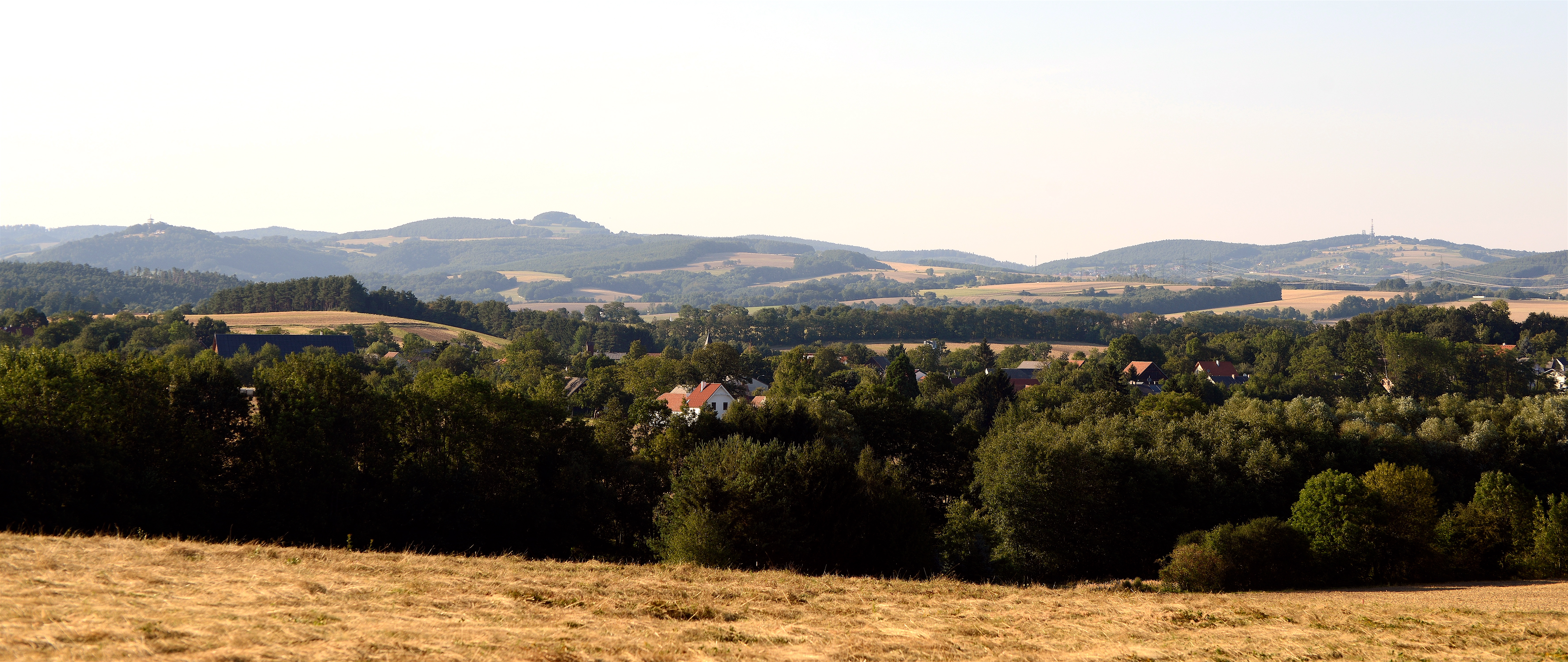

47°41′50″N 16°18′26″E / 47.69722°N 16.30722°E
羅薩利亞山（德語：Rosaliengebirge），是奧地利的山脈，位於該國東部，處於下奧地利州和布爾根蘭州接壤的邊界，屬於穆爾以東前阿爾卑斯山脈的一部分，最高點霍伊貝格山海拔高度748米，每年平均降雨量1,074毫米。